# Dita Charanzová
Dita Charanzová (* 30. dubna 1975 Praha) je česká diplomatka, politička, manažerka, konzultantka a bývalá vysoká státní úřednice, věnující se otázkám Evropské unie. V letech 2014 až 2024 byla poslankyní Evropského parlamentu, v letech 2019 až 2024 pak jednou z jeho místopředsedkyní. Organizací EU Matrix, která analyzuje činnost institucí EU, byla v roce 2024 vyhodnocená jako šestá nejvlivnější ze všech poslanců Evropského parlamentu.

## Studium a profesní kariéra
Jako malá chtěla být herečkou. Nakonec vystudovala magisterské studium na Vysoké škole ekonomické v Praze a později absolvovala i diplomatickou akademii ve španělském Madridu. V roce 2001 obhájila disertační práci na Fakultě mezinárodních vztahů VŠE v Praze a získala titul Ph.D.
Osm let působila v diplomatických službách České republiky, z nichž čtyři roky na Stálém zastoupení při EU. Během předsednictví České republiky v Radě EU v roce 2009 řídila Výbor pro obchodní a rozvojovou politiku. V letech 2000 až 2001 se podílela na projektu Evropské unie, který byl zaměřený na reformu státní správy v ČR.
V minulosti pracovala ve Štrasburku jako manažerka televizního studia při zasedáních Parlamentního shromáždění Rady Evropy.
Se svým partnerem má dcery Sophii a Miu. Hovoří anglicky, francouzsky, španělsky a rusky.

## Politická kariéra
Ve volbách do Evropského parlamentu v roce 2014 kandidovala jakožto nestranička na 3. místě kandidátky hnutí ANO 2011 a byla s počtem 8 356 preferenčních hlasů (tzn. 3,41 %) zvolena. Svůj mandát obhájila o pět let později, kdy vedla kandidátku hnutí ANO. Ve volbách do Evropského parlamentu v roce 2019 získala 53 924 preferenčních hlasů, od července téhož roku byla jednou z místopředsedkyní EP.
V Evropském parlamentu byla členkou frakce Obnova Evropy. Byla koordinátorkou Výboru pro vnitřní trh a ochranu spotřebitelů (IMCO). V Evropském parlamentu věnovala zejména: ochraně spotřebitele, vnitřnímu trhu, digitální ekonomice a oblasti mezinárodního obchodu. Jako členka Výboru IMCO se zabývala mj. možnostmi rozvoje digitálního prostředí v EU – nejen pro spotřebitele a obchodníky, ale i pro komunikaci občana se státní správou, nebo pro snadnější online přístup k veřejným informacím pro handicapované občany. Dlouhodobě se zabývá ochranou dětí v on-line prostředí. V roce 2019 dostala cenu za pomoc v krizových situacích. V roce 2020 dostala Evropského Oscara za aktivitu v oblasti vnitřního trhu a ochranu spotřebitele. Navrhla a prosadila levnější volání do ciziny. Od roku 2018 do května 2023 byla místopředsedkyní celoevropské strany ALDE. Jako první česká europoslankyně dokázala obhájit post místopředsedkyně Evropského parlamentu.
V roce 2016 vyhrála projekt New Europe 100. V roce 2017 byla vyhlášena bruselským serverem Politico jedním ze 41 nejvlivnějších poslanců Evropského parlamentu a zařazena mezi nejvýraznější osobnosti EP, které se věnují rozvoji digitálního prostředí. Ve stejném roce ji Politico zařadilo mezi dvacítku nejvlivnějších žen, které „hýbou Bruselem“ (Women who shape Brussels 2017), ve stejném žebříčku byla zařazena i v letech 2018 a 2020.
V roce 2017 se snažil ji a Martinu Dlabajovou přesvědčit šéf hnutí ANO Babiš, aby šly do české politiky. Obě to odmítly, chtěly se nadále věnovat evropské politice. Podle serveru Kverulant.org v roce 2022 byla třetí nejméně absentující českou europoslankyní v EP. V roce 2023 byla serverem EU Matrix vyhlášena šestým nejvlivnějším europoslancem ze všech 705 poslanců, byla tak zároveň nejvlivnějším českým europoslancem.
V červnu 2023 uvedla, že ve volbách do Evropského parlamentu v roce 2024 již za hnutí ANO kandidovat nebude. Jako důvod uvedla nesouhlas s konzervativním směřováním hnutí. Nakonec ve volbách do Evropského parlamentu v červnu 2024 již nekandidovala vůbec, v červenci 2024 jí tak vypršel mandát europoslankyně. Nadále plánuje žít a pracovat z rodinných důvodů ve Francii. Působí v Centru pro studium evropské politiky v Bruselu a od února 2025 nastoupila jako seniorní poradce v konzultační společnosti DGA v Bruselu.

## Názory, postoje
Je pro manželství homosexuálů. Obdivuje Václava Havla a Madeleine Albrightovou. Od roku 2015 je členkou správní rady Aspen Institutu. Podpořila ježdění aut bez řidiče. V prezidentských volbách v roce 2018 minimálně v 2. kole volila Jiřího Drahoše. Je pro přijetí eura. Hlasovala pro zahájení sankčního řízení vůči Maďarsku. Brexit je podle jejích slov prohra pro obě strany. Při hlasování ohledně migračního paktu se zdržela. Také se zdržela ohledně hlasování zrušení práva veta v EU. Pochválila Fialovu vládu za předsednictví v EU. K výsledkům voleb do Poslanecké sněmovny z roku 2021 řekla, že vyhrály proevropské strany. Ve slovenských parlamentních volbách v roce 2023 podpořila Michala Šimečku. Podporuje opozici ve Venezuele proti prezidentovi Madurovi. Účastní se různých akcí a pořadů, kde se probírají psychické problémy mladých.

## Záliby
Ráda sportuje a cestuje. Z kuchyní má nejradši asijskou a italskou. Ráda vyrábí tiramisu. Věnuje se józe a meditacím.